# 劉宇寧音樂作品列表
本條目列舉 中國大陸男歌手劉宇寧 的所有音樂作品及音樂榜單榮譽等內容。
- 註：部分歌曲雖以樂團名義發表，但實屬劉宇寧的個人音樂作品

## 歌曲

### 個人單曲
| #   | 年份 | 名稱           | 發行日期 | 作詞           | 作曲   | 編曲                |
| 1st | 2018 | 想像           | 9月15日  | 劉鳳瑤         | 劉鳳瑤 | James @Kenn C Music |
| 2nd | 2019 | 不求           | 1月8日   | 王子           | 王子   | 鄭楠                |
| 3rd | 2019 | 乞丐           | 4月3日   | 流水纪         | 脱景麟 | 鄭楠                |
| 4th | 2019 | 孤獨的人在哪裡 | 6月10日  | 流水纪、覃嘉健 | 覃嘉健 | 鄭楠                |
| 5th | 2020 | 過年的歌       | 1月5日   | 李聰           | 羽田   | 羽田                |
| 6th | 2020 | 熬夜           | 10月14日 | 張旭           | 張旭   | 何山                |
| 7th | 2022 | Fall in Love   | 1月1日   | 瀟彬           | 周富堅 | Yocho、欒卓忻       |
| 8th | 2023 | 一個好年       | 1月8日   | 李聰           | 羽田   | 羽田                |

### 合作單曲
| #   | 年份 | 名稱            | 發行日期 | 備註                                                                               |
| 1st | 2019 | That Girl       | 5月31日  | 中英文Remix版 由英國創作歌手 Olly Murs 奧利·莫爾斯、 唱作人 CORSAK 胡夢周 共同演唱 |
| 2nd | 2019 | 沙發一躺過半天  | 7月9日   | ‘NoW’是由兩個来自不同星球的N(劉宇寧)和W(大張偉)组成                                |
| 3rd | 2020 | 顛倒的夢 Howlin | 1月13日  | 與美國亞裔 說唱電音組合 Far East Movement 遠東韻律                                 |
| 4th | 2020 | 紙上飛行        | 10月23日 | 與 CORSAK 胡夢周                                                                   |

### 單曲
- 遊戲手游主題角色、紀錄片、品牌廣告推廣曲、紀念曲、公益音樂

| 年份 | 名稱           | 發行日期 | 備註 |
| 2018 | 我行即我道     | 10月29日 | 遊戲《天龍八部》端遊主題曲                                                                               |
| 2019 | 新年抖來咪     | 1月24日  | 抖音短視頻「抖音符 賀新年」活動主題曲（與蔡依林、抖音達人群星）                                          |
| 2019 | 情深誼長       | 11月14日 | 新中國成立70週年獻禮曲（原唱：鄧玉華）                                                                   |
| 2020 | 風在吹         | 1月23日  | 《樂事》品牌推廣曲之2020新年微電影主題曲                                                                 |
| 2021 | 奇妙的驚喜     | 3月22日  | 《上海迪士尼樂園》五歲生日慶典主題曲                                                                     |
| 2021 | 天判           | 4月23日  | 遊戲《倩女幽魂Online》十週年主題曲                                                                       |
| 2021 | 擊潰           | 4月30日  | 手游《新斗羅大陸》唐三角色曲                                                                             |
| 2021 | 傳承           | 5月18日  | 故宮博物院 文物推廣曲之平復帖                                                                            |
| 2021 | 故鄉的雲       | 6月28日  | 中國共產黨成立100週年獻禮專輯《百年》收錄曲（原唱：文章）                                                |
| 2021 | 千里江山       | 10月30日 | 大型紀錄片《紫禁城》第四集 主題曲                                                                        |
| 2022 | 肆無懼燥       | 7月21日  | 《雪碧》品牌推廣曲之一                                                                                   |
| 2023 | 海             | 1月12日  | 騰訊音樂娛樂集團攜手中國青年音樂人代表（之一）， 共同推出“One Earth, One Love”保護海洋生態公益音樂專輯。 |
| 2023 | 龍吟           | 11月4日  | 手游《逆水寒》新流派同名推廣曲                                                                           |
| 2024 | 未完待續       | 5月14日  | 遊戲《王者榮耀》520心動手記皮膚主題曲（與 單依純）                                                       |
| 2024 | 大海的孩子     | 12月27日 | 海南音樂廣播 第四屆「感悟大海守護南海走向海洋」海洋風主題歌曲                                            |
| 2025 | 努力的人       | 1月17日  | 央視新聞 勵志暖心曲                                                                                      |
| 2025 | 永不散場的告白 | 4月25日  | 第十五屆 北京國際電影節 閉幕式致敬曲                                                                     |

### 翻唱單曲
| #   | 年份 | 名稱   | 發行日期 | 原唱   | 作詞 | 作曲   | 編曲   |
| 1st | 2018 | 走馬   | 9月10日  | 陳粒   | 陳粒 | 陳粒   | 于昊   |
| 2nd | 2018 | 無底洞 | 11月21日 | 蔡健雅 | 小寒 | 黄韵仁 | 徐桐   |
| 3rd | 2019 | 講真的 | 9月6日   | 曾惜   | 黃然 | 何詩蒙 | 凃惠源 |

## 影視歌曲
| 2018                   |          | |
| 名稱                   | 發行日期 | 備註 |
| 兄弟情                 | 6月2日   | 電影《鎮魔司：四象伏魔》片尾曲                                                                           |
| 最值得的冒險           | 7月16日  | 電影《淘氣大偵探》宣傳曲                                                                                 |
| 終於走散了             | 7月27日  | 網路電影《羅曼蒂克振興史》主題曲                                                                         |
| 讓酒                   | 7月30日  | 網路劇《沙海》插曲                                                                                       |
| 英雄的淚               | 8月6日   | 網路電影《羅曼蒂克振興史》插曲                                                                           |
| 戀語1910               | 8月10日  | 網路劇《風華往事》推廣曲                                                                                 |
| 願意為你去冒險         | 9月6日   | 電視劇《天坑鷹獵》推廣曲                                                                                 |
| 探險家                 | 9月8日   | 電影《阿爾法：狼伴歸途》中國區推廣曲                                                                     |
| 有多少愛可以重來       | 9月12日  | 電影《江湖兒女》宣傳曲                                                                                   |
| 怒火                   | 11月16日 | 網路電影《刑凶手扎》主題曲                                                                               |
| 2019                   |          | |
| 名稱                   | 發行日期 | 備註 |
| 寧願                   | 2月5日   | 電影《神探蒲松齡》推廣曲                                                                                 |
| 我們的師父             | 3月25日  | 綜藝《我們的師父》同名主題曲（與于晓光、大张伟、董思成）                                                 |
| 友情歲月               | 4月19日  | 電影《轉型團伙》推廣曲（與吳鎮宇，粵語）兄弟版                                                           |
| 裝模作樣               | 4月20日  | 電視劇《一場遇見愛情的旅行》人物主題曲                                                                   |
| 昨日少年               | 4月29日  | 動畫電影《企鵝公路》少年版中文主題曲                                                                     |
| 如約                   | 7月15日  | 電影《使徒行者2：諜影行動》主題曲 / 收錄於《 如約 》首張EP中                                             |
| 一番星                 | 7月26日  | 電影《銀河補習班》共鳴曲                                                                                 |
| 明明                   | 8月4日   | 電視劇《加油，你是最棒的》超級推廣曲 / 收錄於《 十 》首張專輯中                                          |
| 帶風的少年             | 10月21日 | 網路劇《熱血少年》主題曲（與黃子韜）                                                                     |
| 戒                     | 10月25日 | 網路劇《熱血少年》片尾曲、衛乘風角色曲                                                                   |
| 2020                   |          | |
| 名稱                   | 發行日期 | 備註 |
| 當遇見你               | 2月27日  | 電視劇《冰糖燉雪梨》片尾曲                                                                               |
| 沒那麼難               | 3月27日  | 網路劇《全世界最好的你》片尾曲                                                                           |
| 斷緣訣                 | 3月30日  | 網路劇《太古神王》主題曲                                                                                 |
| 要替我幸福             | 5月15日  | 網路劇《暖暖,請多指教》片尾曲                                                                            |
| 浪                     | 7月6日   | 網路劇《河神2》主題曲                                                                                    |
| 你說愛情啊             | 7月20日  | 網路劇《我的漂亮朋友》主題曲                                                                             |
| 琉璃                   | 8月24日  | 網路劇《琉璃》片頭曲                                                                                     |
| 中國味                 | 8月28日  | 綜藝《中餐廳第四季》主題曲 （兩人版與 卡斯柏） （七人版與 黄晓明、林述巍、张亮、赵丽颖、李浩菲、卡斯柏） |
| 餘生只想握緊你的手     | 9月6日   | 電視劇《親愛的自己》插曲                                                                                 |
| 逆行者                 | 9月17日  | 電視劇《最美逆行者》第一單元“逆行”篇章主題曲                                                             |
| 挺好個人吶             | 9月29日  | 電影《我和我的家鄉》推廣曲                                                                               |
| 我願意                 | 11月19日 | 網路劇《最初的相遇，最後的別離》主題曲                                                                   |
| 冥冥有聲               | 12月10日 | 網路劇《終極筆記》主題曲                                                                                 |
| 風起時再見             | 12月11日 | 網路劇《迷霧追踪》主題曲                                                                                 |
| 無華                   | 12月16日 | 網路劇《有翡》片尾曲（與張靚穎）                                                                         |
| 2021                   |          | |
| 名稱                   | 發行日期 | 備註 |
| 果如                   | 1月21日  | 電視劇《假日暖洋洋》片尾曲                                                                               |
| 愛情之所以             | 1月27日  | 電視劇《正青春》插曲                                                                                     |
| 心動                   | 2月4日   | 網路劇《我的時代，你的時代》片尾曲                                                                       |
| 青年有為               | 2月8日   | 電視劇《約定》之“青年有為”單元曲                                                                         |
| 巨浪的交響             | 2月9日   | 電視劇《約定》片尾曲（與陳令韜、劉維、王晰、丁爽、段奧娟）                                               |
| 蒼穹之下               | 2月15日  | 電視劇《斗羅大陸》戴沐白角色曲                                                                           |
| 天問                   | 2月23日  | 網路劇《山河令》片頭曲                                                                                   |
| 本可以                 | 3月9日   | 網路劇《司藤》主題曲                                                                                     |
| 眷戀                   | 3月18日  | 電視劇《你是我的城池營壘》插曲                                                                           |
| 你是我所有             | 4月7日   | 網路劇《良辰美景好時光》片尾曲                                                                           |
| 一愛如故               | 4月15日  | 電視劇《長歌行》皓都角色曲                                                                               |
| 人生啊                 | 4月21日  | 電視劇《八零九零》主題曲                                                                                 |
| 專屬藍天               | 4月26日  | 網路劇《風暴舞》片尾曲                                                                                   |
| 同生                   | 4月27日  | 待播電視劇《南煙齋筆錄》插曲                                                                             |
| 呢喃                   | 4月28日  | 網路劇《風暴舞》片尾曲                                                                                   |
| 感應                   | 6月18日  | 網路劇《千古玦塵》情感主題曲                                                                             |
| 最浪漫的忘記           | 6月27日  | 網路劇《不說再見》片尾曲                                                                                 |
| 選擇去愛你             | 7月9日   | 網路劇《陌生的戀人》主題曲                                                                               |
| 煙火星辰               | 7月25日  | 網路劇《你是我的榮耀》 片頭曲                                                                            |
| 長安                   | 8月8日   | 電視劇《與君歌》片頭曲                                                                                   |
| 破曉                   | 8月9日   | 動畫《紫川》主題曲                                                                                       |
| 意氣趁年少             | 9月17日  | 網路劇《國子監來了個女弟子》主題曲                                                                       |
| 一生有多遠             | 10月28日 | 電影《不老奇事》主題曲                                                                                   |
| 造化                   | 10月31日 | 動畫《魔道祖師》魏無羨角色曲                                                                             |
| 念                     | 12月9日  | 電影《古董局中局》主題曲                                                                                 |
| 共度                   | 12月14日 | 網路劇《祝卿好》片頭曲                                                                                   |
| 2022                   |          | |
| 名稱                   | 發行日期 | 備註 |
| 虎嘯春來               | 1月21日  | 賀歲動畫電影《小虎墩大英雄》主題曲                                                                       |
| 你是我的星空           | 1月25日  | 網路劇《昔有琉璃瓦》情感曲                                                                               |
| 好運歌                 | 2月1日   | 電影《奇蹟笨小孩》祝愿曲（與張碧晨）                                                                     |
| 唯一的光               | 2月2日   | 網路劇《你好，神槍手》片頭曲                                                                             |
| 少有人走的路           | 2月10日  | 電視劇《盛裝》片尾主題曲                                                                                 |
| 生命之書               | 4月6日   | 電視劇《特戰榮耀》片頭曲                                                                                 |
| 仰望晴空               | 4月11日  | 電視劇《特戰榮耀》片尾主題曲                                                                             |
| 無雙                   | 4月17日  | 電視劇《且試天下》主題曲                                                                                 |
| 幸會的溫柔             | 5月9日   | 電視劇《女士的法則》情感主題曲                                                                           |
| 可追                   | 5月21日  | 網路劇《說英雄誰是英雄》片尾曲（與曾舜晞）                                                               |
| 凌雲寂                 | 5月27日  | 網路劇《說英雄誰是英雄》白愁飛角色曲                                                                     |
| 夢華                   | 6月2日   | 電視劇《夢華錄》片頭曲                                                                                   |
| 尋一個你               | 8月9日   | 網路劇《蒼蘭訣》溫情主題曲                                                                               |
| 去溫暖的地方           | 9月19日  | 網路劇《戀愛的夏天》片頭曲                                                                               |
| 浮生                   | 9月27日  | 網路短劇《浮生之異想世界》主題曲                                                                         |
| 陽光、海浪、我和你     | 9月30日  | 網路劇《熾道》主題曲                                                                                     |
| 追光                   | 10月14日 | 電視劇《追光者》片尾曲                                                                                   |
| 愛是不放手             | 10月26日 | 電視劇《誰都知道我愛你》片尾曲                                                                           |
| 清暉                   | 11月11日 | 電視劇《卿卿日常》主題曲                                                                                 |
| 引力                   | 12月22日 | 電視劇《向風而行》片尾主題曲                                                                             |
| 2023                   |          | |
| 名稱                   | 發行日期 | 備註 |
| 願重逢                 | 1月13日  | 網路劇《擇君記》片尾主題曲                                                                               |
| 六爻                   | 1月31日  | 動畫《六爻》同名主題曲                                                                                   |
| 與子成說               | 2月8日   | 電視劇《星落凝成糖》片頭主題曲                                                                           |
| 微世界                 | 2月10日  | 網路劇《顯微鏡下的大明之絲絹案》片尾曲                                                                   |
| 天光                   | 2月14日  | 電視劇《重紫》片頭曲                                                                                     |
| 朝暮                   | 2月23日  | 電視劇《九霄寒夜暖》片頭曲                                                                               |
| 望道                   | 3月17日  | 電影《望道》同名主題曲（與8點組樂團）                                                                    |
| 長相諾                 | 3月20日  | 電視劇《春閨夢裡人》寧鈺軒相思主題曲                                                                     |
| 反客為主               | 3月29日  | 電視劇《愛情而已》人物主題曲                                                                             |
| 我愛的這個世界         | 4月6日   | 網路劇《長月燼明·月照千峰》片頭曲                                                                        |
| 隱俠                   | 4月21日  | 動畫《贅婿》片頭曲                                                                                       |
| 雲字訣                 | 4月28日  | 電視劇《雲襄傳》主題曲                                                                                   |
| 初升                   | 5月4日   | 電視劇《後浪》人物成長主題曲                                                                             |
| 風吹過                 | 5月9日   | 電視劇《護心》片尾曲                                                                                     |
| 餘生                   | 6月7日   | 網路劇《微雨燕雙飛》片尾曲                                                                               |
| 匆匆                   | 6月23日  | 電視劇《長風渡》插曲                                                                                     |
| 主宰                   | 6月30日  | 年番動畫《大主宰》主題曲                                                                                 |
| 愛了很久               | 7月4日   | 電視劇《暮色心約》片尾主題曲                                                                             |
| 二中中二日記           | 7月10日  | 動畫電影《茶啊二中》快樂歌                                                                               |
| 風衣                   | 7月12日  | 電視劇《我的人間煙火》情感主題曲                                                                         |
| 願光                   | 7月16日  | 網路劇《安樂傳》洛銘西角色曲                                                                             |
| 我只願朝著光           | 7月19日  | 電視劇《做自己的光》主題曲                                                                               |
| 如果愛回應             | 7月20日  | 電視劇《做自己的光》片尾曲（與劉濤）                                                                     |
| 就在江湖之上           | 7月23日  | 電視劇《蓮花樓》片頭曲                                                                                   |
| 直到時間盡頭           | 8月10日  | 網路劇《七時吉祥》守護主題曲                                                                             |
| 灼心                   | 8月18日  | 網路劇《灼灼風流》情感主題曲                                                                             |
| 狂風襲來               | 9月9日   | 網路劇《西出玉門》插曲（Rap：琨）                                                                        |
| 遙遠的相似             | 9月15日  | 電視劇《南風知我意》片頭曲                                                                               |
| 命中注定               | 9月25日  | 電視劇《他從火光中走來》情感主題曲                                                                       |
| 莫悲歌                 | 10月8日  | 網路劇《虎鶴妖師錄》片尾曲                                                                               |
| 如果愛記得             | 11月5日  | 網路劇《樂遊原》片尾曲                                                                                   |
| 奉上                   | 11月28日 | 電視劇《一念關山》片頭主題曲                                                                             |
| 别夢寒                 | 11月28日 | 電視劇《一念關山》悲情曲                                                                                 |
| 無盡海                 | 11月30日 | 網路劇《南海歸墟》片尾主題曲（兩人版與 潘粵明 12月2日上線）                                              |
| 2024                   |          | |
| 名稱                   | 發行日期 | 備註 |
| 天河夢                 | 1月24日  | 網路劇《仙劍奇俠傳四》天河主題曲                                                                         |
| 熱辣滾燙               | 2月10日  | 電影《熱辣滾燙》熱辣逐夢曲                                                                               |
| 莫問前程               | 2月21日  | 網路劇《大理寺少卿游》片頭主題曲                                                                         |
| 老朋友                 | 2月28日  | 網路劇《紫川·光明三傑》情感主題曲                                                                        |
| 向死而生               | 3月15日  | 網路劇《烈焰》插曲                                                                                       |
| 世世                   | 3月18日  | 電視劇《與鳳行》銘刻入骨主題曲                                                                           |
| 穿越回憶奔向你         | 4月2日   | 電視劇《又見逍遙》主題曲                                                                                 |
| 拂曉                   | 4月24日  | 電視劇《哈爾濱一九四四》逐光曲                                                                           |
| 開始推理吧             | 4月30日  | 綜藝《開始推理吧 第二季》同名主題曲 (與迪麗熱巴、白宇、張凌赫、周柯宇)                                   |
| No Matter (唯一的回答) | 5月4日   | 電視劇《請和這樣的我戀愛吧》片尾主題曲                                                                   |
| 天行健                 | 5月21日  | 網路劇《天行健》同名主題曲 (與傅菁）                                                                     |
| 心悠悠                 | 6月24日  | 網路劇《顏心記》主題曲/插曲                                                                              |
| 作者                   | 7月10日  | 網路劇《錯位》主題曲                                                                                     |
| You are the one        | 7月12日  | 電視劇《你的謊言也動聽》主題曲                                                                           |
| 孤舟                   | 8月2日   | 電視劇《孤舟》同名主題曲                                                                                 |
| 一往無畏               | 8月25日  | 電視劇《長樂曲》片頭主題曲                                                                               |
| 就讓過去都過去         | 9月14日  | 電影《一雪前恥》片尾曲                                                                                   |
| 尋岸                   | 9月17日  | 電視劇《暗夜與黎明》主題曲                                                                               |
| 尋常                   | 9月21日  | 電視劇《流水迢迢》片尾曲                                                                                 |
| 潑墨                   | 10月7日  | 電視劇《錦繡安寧》情感主題曲                                                                             |
| 不敢逢春               | 10月16日 | 網路劇《春花焰》深情向插曲                                                                               |
| 無心生大夢             | 10月28日 | 網路劇《大夢歸離》燃鬥曲                                                                                 |
| 這一路                 | 10月29日 | 電視劇《好團圓》主題曲                                                                                   |
| 惟願                   | 11月1日  | 電視劇《珠簾玉幕》片尾曲/離殤主題曲                                                                      |
| 年長                   | 12月3日  | 網路劇《蜀錦人家》情長交織曲                                                                             |
| 我曾經穿過黑夜         | 12月28日 | 網路劇《風中的火焰》主題曲                                                                               |

| 2025           |          | |
| 名稱           | 發行日期 | 備註                                                                                                 |
| 緣圈           | 2月6日   | 電視劇《仙台有樹》插曲                                                                               |
| 故事未完       | 2月9日   | 動畫《鬥破蒼穹》年番3中州風雲志 主題曲                                                               |
| 如夢亦如你     | 4月8日   | 電視劇《千秋令》片頭曲                                                                               |
| 世界只有我們   | 4月11日  | 電視劇《吃飯跑步和戀愛》主題曲                                                                       |
| 那些喊給天空的 | 4月16日  | 綜藝《天賜的聲音 第六季》主題曲 (與黃子弘凡、吉克雋逸、譚維維、王赫野、王源、姚曉棠、張碧晨、張靚穎) |
| 開始推理吧     | 5月1日   | 綜藝《開始推理吧 第三季》同名主題曲重製版 (與迪麗熱巴、金靖、白宇、張凌赫、周柯宇)                   |
| 烽月           | 5月14日  | 電視劇《折腰》情感主題曲/片尾曲                                                                      |
| 問千年         | 5月21日  | 電視劇《護寶尋蹤》主題曲                                                                             |
| 我只願         | 5月30日  | 電影《時間之子》情感曲                                                                               |
| 夢魘之後       | 6月7日   | 網絡劇《七根心簡》主題曲                                                                             |
| 逍遙仙         | 6月9日   | 電視劇《長安的荔枝》插曲                                                                             |
| 長風謠         | 6月24日  | 電視劇《書卷一夢》片頭主題曲                                                                         |
| 紙片人         | 6月29日  | 電視劇《書卷一夢》傷虐曲                                                                             |
| 以你之名       | 6月30日  | 電視劇《以法之名》片尾曲                                                                             |
| 浩渺           | 7月1日   | 電視劇《愛上海軍藍》片頭曲                                                                           |
| 同袍           | 7月4日   | 電視劇《守誠者》主題曲（國語版）                                                                     |
| 踏夜昇明       | 8月5日   | 網路劇《定風波》片尾曲                                                                               |
| 踏蒼穹         | 8月15日  | 網路劇《獻魚》弒神曲                                                                                 |

## 創作歌曲
| # | 年份 | 歌曲名稱        | 創作       | 收錄專輯 / EP / 影視劇     | 備註                                                                                     |
| 1 | 2019 | 戒              | 作詞、作曲 | 電視劇《 熱血少年 》片尾曲 | 編曲：趙兆 / 趙連帥                                                                      |
| 2 | 2020 | 顛倒的夢 Howlin | 作詞       | 與遠東韻律合作單曲         | 與 Kevin Nishimura / James Roh / Virman Coquia / Sactica Nhem / Huang Shao Feng 共同作詞 |
| 3 | 2020 | 別來無恙        | 作詞       | 概念EP《 Listen·Ning 》    | 與 董樂 共同作詞                                                                         |
| 4 | 2020 | 手寫童話        | 作詞       | 概念EP《 Listen·Ning 》    |                                                                                          |

## 表演歌曲
- 部份Live音源皆已上線音樂平台

| 2019年《 中國夢之聲·我們的歌 第一季 》 |                  |                                    |                   |
| 期數                                   | 主題             | 表演曲目                           | 搭檔              |
| 第1期                                  | A組終極配對賽    | 《你的柔情我永遠不懂》／陳琳       | 羅琦              |
| 第2期                                  | A組小組排位賽    | 第一輪：《心太軟》／任賢齊         | 任賢齊 (街頭拍檔) |
| 第2期                                  | A組小組排位賽    | 第二輪：《後來》／劉若英           | 任賢齊 (街頭拍檔) |
| 第5期                                  | A組終極排位賽    | 第一輪：《愛江山更愛美人》／李麗芬 | 任賢齊 (街頭拍檔) |
| 第5期                                  | A組終極排位賽    | 第二輪：《依靠》／任賢齊           | 任賢齊 (街頭拍檔) |
| 第8期                                  | 一二名團戰淘汰賽 | 第一輪：《煙花易冷》／周杰倫       | 王琳凱            |
| 第8期                                  | 一二名團戰淘汰賽 | 第二輪：《浪子回頭》／茄子蛋       | 任賢齊、羅琦      |
| 第10期                                 | 積分賽 第一輪    | 《如果雲知道》／許茹芸             | 任賢齊 (街頭拍檔) |
| 第11期                                 | 積分賽 第二輪    | 《天涯》／任賢齊                   | 任賢齊 (街頭拍檔) |
| 特輯                                   | 賀歲金曲歌會     | 《兄弟》                           | 任賢齊、王琳凱    |

| 2021年《 中國夢之聲·我們的歌 第三季 》 |                    |                                    |                     |
| 期數                                   | 主題               | 表演曲目                           | 搭檔                |
| 第3期                                  | B組終極配對賽      | 《夜夜夜夜》／齊秦                 | 戴佩妮 (宇妮走天下) |
| 第4期                                  | B組小組排位賽 (上) | 第一輪：《野薔薇》／戴佩妮         | 戴佩妮 (宇妮走天下) |
| 第4期                                  | B組小組排位賽 (上) | 第二輪：《街角的祝福》／戴佩妮     | 戴佩妮 (宇妮走天下) |
| 第6期                                  | B組小組排位賽 (下) | 《我是來揍你的》／張杰             | 戴佩妮 (宇妮走天下) |
| 第7期                                  | 團戰排位賽         | 第一輪：《雨一直下》／張宇         | 戴佩妮、周筆暢      |
| 第7期                                  | 團戰排位賽         | 第二輪：《女兒國》／張靚穎、李榮浩 | 單依純              |
| 第10期                                 | 團隊卡位賽         | 第一輪：《初戀》／林志美           | 戴佩妮 (宇妮走天下) |
| 第10期                                 | 團隊卡位賽         | 第二輪：《怎樣》／戴佩妮           | 戴佩妮 (宇妮走天下) |
| 第11期                                 | 音樂盛典 (上)      | 《矜持》／王菲                     | 戴佩妮 (宇妮走天下) |
| 第12期                                 | 音樂盛典 (下)      | 《瀟灑走一回》／葉倩文             | 戴佩妮 (宇妮走天下) |
| 特輯                                   | 新春嗨唱大會       | 《我就不愛唱情歌》／大張偉         | 大張偉、汪蘇瀧      |

## 音樂錄影帶 (MV)
| 年份 | 上線日期 | 歌曲名稱       | 備註                                                                                                  |
| 2019 | 5月2日   | 昨日少年       | 動畫電影《企鵝公路》少年版中文主題曲                                                                  |
| 2019 | 12月22日 | 啊默契         | 首張個人專輯《十》                                                                                    |
| 2020 | 1月6日   | 過年的歌       | 第5首個人單曲                                                                                         |
| 2020 | 1月24日  | 風在吹         | 《樂事》品牌2020新年微電影主題曲                                                                      |
| 2020 | 3月2日   | 黑夜一束光     | 首張個人專輯《十》                                                                                    |
| 2021 | 4月24日  | 天判           | 遊戲《倩女幽魂Online》十週年主題曲                                                                    |
| 2021 | 8月11日  | 故鄉的雲       | 中國共產黨成立100週年獻禮專輯《百年》收錄曲                                                           |
| 2021 | 10月30日 | 千里江山       | 大型紀錄片《紫禁城》第四集 主題曲                                                                     |
| 2022 | 7月21日  | 肆無懼燥       | 《雪碧》品牌推廣曲之一                                                                                |
| 2023 | 11月4日  | 龍吟           | 手遊《逆水寒》新流派同名推廣曲                                                                        |
| 2024 | 4月30日  | 開始推理吧     | 綜藝《開始推理吧 第二季》同名主題曲 (與張凌赫、迪麗熱巴、白宇、周柯宇)                                |
| 2024 | 5月14日  | 未完待續       | 遊戲《王者榮耀》520心動手記皮膚主題曲（與 單依純）                                                    |
| 2025 | 4月17日  | 那些喊給天空的 | 綜藝《天賜的聲音 第六季》主題曲 (與黃子弘凡、吉克雋逸 、譚維維、王赫野、王源、姚曉棠、張碧晨、張靚穎) |

## 騰訊音樂由你榜榮譽
| 2019年度成績單：年度十大歌手、年度十大人氣歌手 2次拿下由你音樂榜週冠軍，30次拿下五大維度單項冠軍。                                                                     |                                    |                                                    |
| 作品 | 榮譽                               | 備註                                               |
| 《 乞丐 》 | 連冠歌曲 (第13-14期 蟬聯2週冠軍)   | 第3首個人單曲                                      |
| 《 戒 》 | 年度搖滾歌曲 TOP5                  | 網路劇《熱血少年》片尾曲                           |
| 《 孤單的人在哪裡 》 | 年度人氣單曲 TOP1                  | 第4首個人單曲                                      |
| 2020年度成績單：年度十大歌手、年度十大人氣歌手 全年上榜14首歌曲，在榜12個月，斬獲1次週冠軍，7次五大維度單項冠軍。                                                      |                                    |                                                    |
| 作品 | 榮譽                               | 備註                                               |
| 《 過年的歌 》 | 微博音樂熱度 TOP9                  | 第5首個人單曲                                      |
| 《 挺好個人吶 》 | 年度電影原聲音樂 TOP9              | 電影《我和我的家鄉》推廣曲                         |
| 《 浪 》 | 年度劇集原聲音樂 TOP6              | 網路劇《河神2》主題曲                              |
| 《 沒那麼難 》 | 第12期 週榜冠軍                    | 網路劇《全世界最好的你》片尾曲                     |
| 《 沒那麼難 》 | 年度劇集原聲音樂 TOP10             | 網路劇《全世界最好的你》片尾曲                     |
| 2021年度成績單：由你榜年度歌手 23首歌曲累計上榜56次，23首歌進入TOP50共75次，2021年新作品總收聽人數超過1億+。                                                           |                                    |                                                    |
| 作品 | 榮譽                               | 備註                                               |
| 《 天問 》 | 連冠歌曲 (第9期-11期 蟬聯3週冠軍)  | 網路劇《山河令》片頭曲                             |
| 《 天問 》 | 6週總得分 TOP4                     | 網路劇《山河令》片頭曲                             |
| 《 天問 》 | 3月熱歌 TOP2                       | 網路劇《山河令》片頭曲                             |
| 《 天問 》 | 4月熱歌 TOP8                       | 網路劇《山河令》片頭曲                             |
| 《 天問 》 | 年度影視OST TOP7                   | 網路劇《山河令》片頭曲                             |
| 《 天問 》 | 年度國風歌曲 TOP10                 | 網路劇《山河令》片頭曲                             |
| 《 奇妙驚喜 》 | 3月熱歌 TOP7                       | 《上海迪士尼樂園》5歲生日慶典主題曲                |
| 《 奇妙驚喜 》 | 年度品牌合作歌曲 TOP2              | 《上海迪士尼樂園》5歲生日慶典主題曲                |
| 《 奇妙驚喜 》 | 年度社交熱度歌曲 TOP6              | 《上海迪士尼樂園》5歲生日慶典主題曲                |
| 《 千里江山 》 | 年度社交熱度歌曲 TOP7              | 大型紀錄片《紫禁城》第四集 主題曲                  |
| 《 破曉 》 | 年度動畫原聲歌曲 TOP6              | 動畫《紫川》主題曲                                 |
| 《 造化 》 | 年度動畫原聲歌曲 TOP9              | 動畫《魔道祖師》魏無羨角色曲                       |
| 《 擊潰 》 | 年度遊戲歌曲 TOP5                  | 手遊《新斗羅大陸》唐三角色曲                       |
| 2022年度成績單：由你榜年度十大歌手 22首歌曲累計上榜93次，11首歌進入TOP20共40次，2022全年新歌總收聽人數超過5千萬+。                                                     |                                    |                                                    |
| 作品 | 榮譽                               | 備註                                               |
| 《 尋一個你 》 | 連冠歌曲 (第33期-36期 蟬聯4週冠軍) | 網路劇《蒼蘭訣》溫情主題曲                         |
| 《 尋一個你 》 | 女性聽眾偏愛歌曲 TOP3              | 網路劇《蒼蘭訣》溫情主題曲                         |
| 《 尋一個你 》 | 年度高分歌曲 TOP6 (98.58分)        | 網路劇《蒼蘭訣》溫情主題曲                         |
| 《 尋一個你 》 | 年度劇集OST TOP1                   | 網路劇《蒼蘭訣》溫情主題曲                         |
| 《 尋一個你 》 | 年度歌曲 TOP3                      | 網路劇《蒼蘭訣》溫情主題曲                         |
| 《 尋一個你 》 | OST得分最高歌曲 (98.58分)          | 網路劇《蒼蘭訣》溫情主題曲                         |
| 《 尋一個你 》 | 騰訊音樂榜認證 黄金單曲            | 網路劇《蒼蘭訣》溫情主題曲                         |
| 《 清暉 》 | 年度社交熱度歌曲 TOP9              | 電視劇《卿卿日常》主題曲                           |
| 《 追光 》 | 年度社交熱度歌曲 TOP10             | 電視劇《追光者》片尾曲                             |
| 《 虎嘯春來 》 | 年度動漫OST TOP5                   | 賀歲動畫電影《小虎墩大英雄》主題曲                 |
| 2023年度成績單：騰訊由你3月榜單人物 33首歌曲累計上榜119次，7首歌進入TOP20共22次，單曲最長在榜週數28週，全年新歌總收聽人數超過1千萬+。                                  |                                    |                                                    |
| 作品 | 榮譽                               | 備註                                               |
| 《 就在江湖之上 》 | 年度國風歌曲 TOP5                  | 電視劇《蓮花樓》片頭曲                             |
| 《 就在江湖之上 》 | 年度劇集OST TOP7                   | 電視劇《蓮花樓》片頭曲                             |
| 《 龍吟 》 | 年度遊戲歌曲 TOP7                  | 手遊《逆水寒》新流派同名推廣曲                     |
| 《 六爻 》 | 年度動漫OST TOP8                   | 動畫《六爻》同名主題曲                             |
| 《 命中注定 》 | 年度微博熱度歌曲 TOP8              | 電視劇《他從火光中走來》情感主題曲                 |
| 2024年度成績單：由你榜年度影視歌手、由你榜年度十大歌手 26首歌曲累計上榜92次，4首歌進入TOP20，累積共14次進入TOP20，單曲最長在榜週數15週，全年新歌總收聽人數超過1千萬+。 |                                    |                                                    |
| 作品 | 榮譽                               | 備註                                               |
| 《 熱辣滾燙 》 | 年度電影OST TOP3                   | 電影《熱辣滾燙》熱辣逐夢曲                         |
| 《 熱辣滾燙 》 | 年度OST專輯 TOP6                   | 電影《熱辣滾燙》熱辣逐夢曲                         |
| 《 世世 》 | 年度劇集歌曲 TOP5                  | 電視劇《與鳳行》銘刻入骨主題曲                     |
| 《 天河夢 》 | 年度國風歌曲 TOP6                  | 網路劇《仙劍奇俠傳四》天河主題曲                   |
| 《 未完待續 》 | 年度遊戲歌曲 TOP8                  | 遊戲《王者榮耀》520心動手記皮膚主題曲（與 單依純） |

## 外部連結
- QQ音樂上的摩登兄弟刘宇宁頁面 （页面存档备份，存于）
- 网易云音乐上的摩登兄弟刘宇宁頁面 Archive.today的存檔，存档日期2023-01-08